# Daniel Aguilera
Daniel Andrés Aguilera Godoy (* 30. Juli 1988 in El Salvador) ist ein ehemaliger chilenischer Fußballspieler auf der Position eines Innenverteidigers.

## Karriere
Daniel Aguilera spielte ab 2009 für den CD Cobresal aus seiner Heimatstadt El Salvador. Der Verteidiger spielte vier Jahre in der Primera División, bestritt 27 Ligaspiele und verließ den Klub 2012. Weitere Informationen zu seinen Karrierestationen sind nicht belegt.